# Художественный музей Кеми
Художественный музей Кеми (фин. Kemin taidemuseo) — музей, расположенный в городе Кеми (Финляндия) и представляющий искусство Лапландии.

## Здание музея
Художественный музей Кеми расположен в культурном центре Кеми, где расположены не только помещения Художественного музея, но и объекты главной библиотеки города, колледжа Кивало и Музыкальной школы. Секция здания, посвященная художественному музею Культурного центра Кеми, построенная в три этапа, была завершена в 1977 году вместе с помещениями, зарезервированными для Музыкальной школы. Музей полностью переехал в свои нынешние помещения во второй половине 1990 года. Музей расположен на площади по адресу Марина Такалонкату 3.

## История
Художественный музей Кеми является старейшим художественным музеем в Северной Финляндии. Сбор коллекции музея начался в 1947 году с коллекции произведений искусства, подаренных музею лектором Апе Рантаниеми, в которую вошли произведения финских художников 1910-х и 1920-х годов, таких как Альберт Эдельфельт, Аксели Галлен-Каллела, Пекка Халонен, Ээро Нелимаркка, Маркус Коллин, Тыко Саллинен, Эллен Теслефф и работы Магнуса Энкелла. Первоначально, коллекция пополнялась только дарованными работами. В настоящее время основным направлением приобретений в Художественном музее Кеми является развитие современного искусства округа.
В 2021 году коллекция музея насчитывала около 3000 работ.